# Konkurs Piosenki Eurowizji Junior 2020
18. Konkurs Piosenki Eurowizji Junior odbył się 29 listopada 2020 w Warszawie. Organizatorem konkursu była Telewizja Polska (TVP), która drugi rok z rzędu przygotowała wydarzenie w Polsce.
W konkursie wzięli udział reprezentanci z 12 państw. Zwyciężyła Valentina, reprezentantka Francji z utworem „J’imagine”.

## Lokalizacja

### Miejsce organizacji
Konkurs Piosenki Eurowizji dla Dzieci w 2020 został zorganizowany zdalnie. Transmisja na żywo odbyła się ze Studia 5 w siedzibie Telewizji Polskiej przy ulicy Woronicza 17 w Warszawie.
Był to trzeci raz, gdy Warszawa była miejscem organizacji konkursu z ramienia Europejskiej Unii Nadawców (wcześniej odbyły się tu kolejno Konkurs Eurowizji dla Młodych Muzyków w 1994 oraz Konkurs Eurowizji dla Młodych Tancerzy w 2005). Był to także pierwszy raz, gdy Konkurs Piosenki Eurowizji dla Dzieci odbywał się dwa lata z rzędu w tym samym państwie.

### Proces wyboru miejsca organizacji
W przeciwieństwie do Konkursu Piosenki Eurowizji, w którym wygrywający nadawca publiczny ma pierwszeństwo do organizacji konkursu w kolejnym roku, telewizja triumfująca w Konkursie Piosenki Eurowizji Junior nie otrzymuje automatycznie prawa do organizacji następnego konkursu. W latach 2014–2017 zwyciężający nadawca państwowy posiadał pierwszeństwo do wyrażenia zainteresowania organizacji kolejnej edycji. 15 października 2017 Europejska Unia Nadawców oznajmiła powrót do zasady braku pierwszeństwa w 2018, zaznaczając, że dzięki temu pomoże to wybranemu nadawcy przygotować się do organizacji z większym zapasem czasu.
Do organizacji pierwotnie zgłosiła się Hiszpania, jednak później wycofała swoją kandydaturę. Organizacją konkursu był zainteresowany także kazachski nadawca, jednak ze względu na brak pełnego członkostwa EBU nie mógł on zorganizować konkursu w Kazachstanie, przez co jego propozycja została odrzucona. 5 marca 2020 EBU potwierdziła, że konkurs odbędzie się w Polsce. Telewizja Polska była pierwszą telewizją w historii, która zorganizowała finał konkursu dwa lata z rzędu.

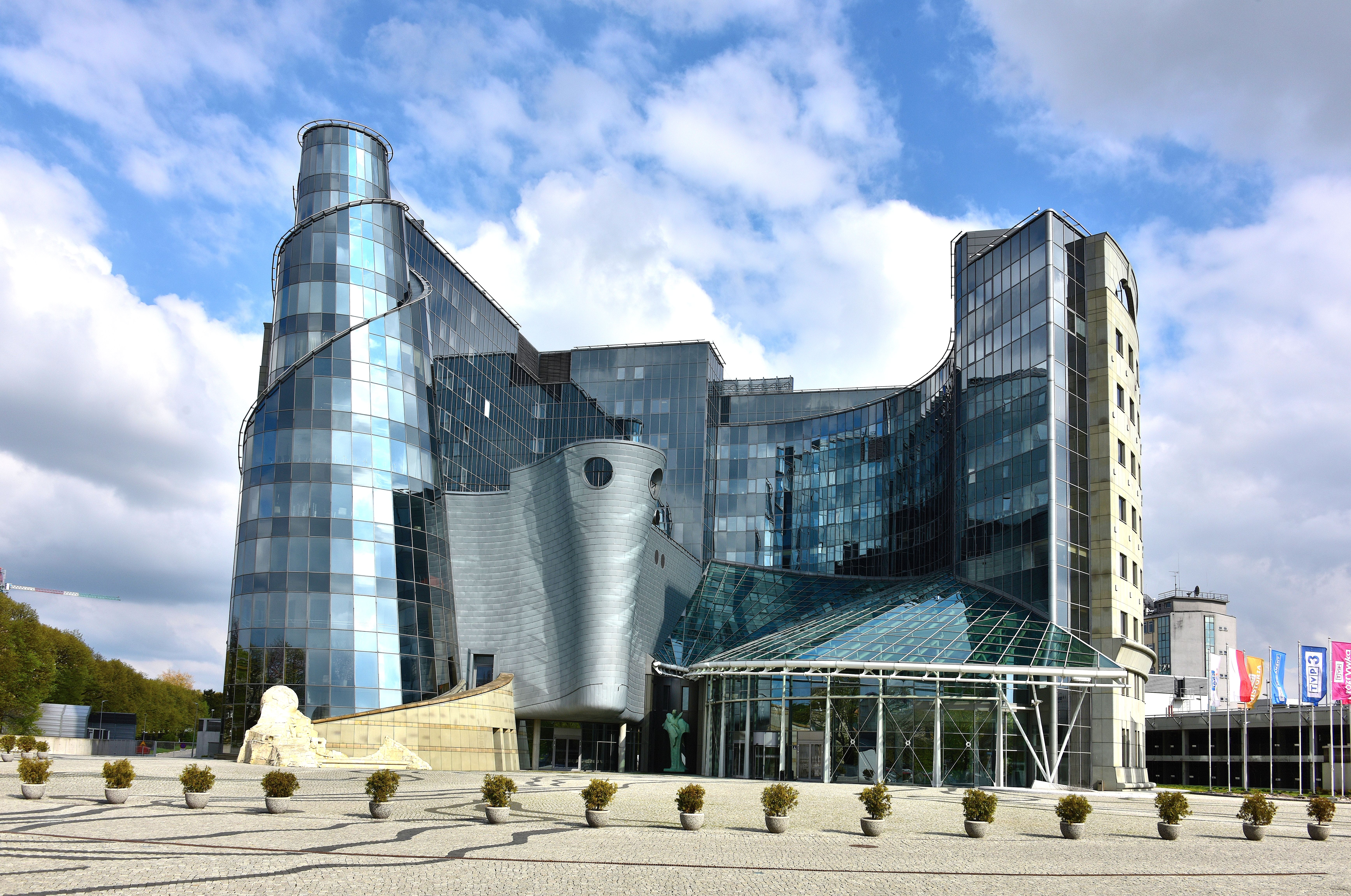
Siedziba Telewizji Polskiej, miejsce organizacji konkursu

Pod koniec lutego pojawiły się informacje, że konkurs odbędzie się w Krakowie. O tym, że przedstawiciele polskiej telewizji prowadzą rozmowy z prezydentem Krakowa, Jackiem Majchrowskim poinformowała jego rzeczniczka, Monika Chylaszek. 23 marca Robert Piaskowski, pełnomocnik prezydenta Krakowa ds. kultury, potwierdził, że konkurs odbędzie się w Tauron Arenie w Krakowie, jednak 16 maja 2020 roku na oficjalnej stronie konkursu pojawiła się informacja, żę odbędzie się on w „specjalnie przystosowanym do wydarzeń tej wielkości studiu telewizyjnym” w Warszawie.
8 września 2020 poinformowano, że konkurs odbędzie się w formie zdalnej i zostanie poprowadzone w warszawskim studiu telewizyjnym, a uczestnicy zaprezentują się na żywo ze studia telewizyjnego w swoim kraju. Było to pierwsze wydarzenie związane z Eurowizją przeprowadzone w formie zdalnej od rundy eliminacyjnej Eurowizji 1996. 8 października w rozmowie z TVP VOD Rafał Brzozowski ujawnił, że konkurs odbędzie się w studiu, w którym nagrywany jest m.in. prowadzony przez niego program Jaka to melodia?.
2 grudnia producent konkursu Konrad Smuga wyjawił, że początkowo planowano zorganizować konkurs w krakowskiej Tauron Arenie, lecz z powodu nieporozumień z TVP i kwestii finansowych, spotęgowanych niepewnościami organizacyjnymi w obliczu pandemii COVID-19, przedstawiciele obu stron nie doszły do porozumienia i plany porzucono.

## Organizacja
W styczniu 2020 Europejska Unia Nadawców (EBU) ogłosiła, że Martin Österdahl zostanie nowym kierownikiem wykonawczym Konkursu Piosenki Eurowizji od 2021 oraz Konkursu Piosenki Eurowizji Junior od 2020, zastępując Jon Ola Sanda. W przeszłości Österdahl był krajowym kierownikiem wykonawczym konkursów Eurowizji dla dorosłych w 2013 i 2016 oraz był członkiem grupy referencyjnej od 2012 do 2018.
16 maja 2020 podczas programu Światło dla Europy, który miał na celu upamiętnienie odwołanego Konkursu Piosenki Eurowizji 2020, potwierdzono, że slogan konkursu dla dzieci to #MoveTheWorld!.
7 października 2020 TVP podczas konferencji potwierdziła, że konkurs poprowadzą: Ida Nowakowska (która prowadziła także poprzednią edycję konkursu), Małgorzata Tomaszewska i Rafał Brzozowski.

### Realizacja konkursu w czasie pandemii
W związku z pandemią wirusa SARS-CoV-2 konkurs po raz pierwszy w historii odbył się zdalnie, a niektórzy uczestnicy wystąpili ze studia telewizyjnego zlokalizowanego w swoich państwach. Aby zapewnić płynność i równość podczas konkursu, nadawcy zobowiązali się do zapewnienia takich samych warunków każdemu z uczestników, stosując podobny scenariusz i te same zasoby techniczne. Występy otwarcia, występy interwałowe i głosowanie widzów były transmitowane na żywo z Warszawy. Podczas konferencji prasowej Telewizji Polskiej, która odbyła się 7 października 2020, pełniący rolę dyrektora artystycznego konkursu reżyser Konrad Smuga poinformował, że część delegacji przyjedzie do Warszawy, by nagrać swoje występy na scenie przygotowanej przez organizatora. Taka zmiana została uargumentowana kosztami zbudowania takiej samej sceny, które dla niektórych nadawców były zbyt wysokie.
Ze względu na obawy związane z pandemią wirusa SARS-CoV-2, sekretarze podający wyniki głosowania jurorów przekazali punkty ze studio w swoich państwach, a nie jak dotychczas z hali goszczącej konkurs. Ta metoda została zastosowana pierwszy raz od konkursu zorganizowanego w 2012.
Pomimo początkowych planów o braku publiczności w studiu, TVP zdecydowała się na zaproszenie niewielkiej liczby widzów, „by dodać dobrej atmosfery w pustym studiu”. Widownia była zaangażowana w nagrania przy zachowaniu zasad reżimu sanitarnego.

### Kontrowersje

#### Podejrzenia o playback w występach Białorusi, Francji i Rosji
Zgodnie z regulaminem i mechanizmem konkursu z powodu pandemii COVID-19 każda delegacja musiała przesłać do organiztorów nagrania bez cięć i z oryginalnym nagraniem audio. Jednak, gdy 2 dni przed konkursem rozpoczęto głosowanie i opublikowano zapowiedzi występów, pojawiły się doniesienia, jakoby występy Białorusi, Francji i Rosji wykorzystywały playback. Ostatecznie Europejska Unia Nadawców zaprzeczyła wszystkim oskarżeniom, legitymizując triumf Francji.

## Kraje uczestniczące
8 września 2020 Europejska Unia Nadawców opublikowała wstępną listę uczestników z 13 uczestniczącymi krajami. Niemcy zadebiutowały, podczas gdy telewizje z Albanii, Australii, Irlandii, Macedonii Północnej, Portugalii, Walii i Włoch wycofały się z konkursu. Pomimo początkowego potwierdzenia uczestnictwa, Armenia wycofała się z konkursu 5 listopada 2020, zmniejszając liczbę uczestniczących krajów do 12.

### Finał
23 listopada EBU udostępniła kolejność startową występów w finale. Wcześniej, w trakcie ceremonii otwarcia konkursu, został wylosowany został pierwszy i ostatni występ oraz numer startowy kraju-gospodarza (Polski).
| L.p | Kraj       | Wykonawca           | Utwór                             | Język                   | Miejsce | Punkty | Lokalizacja nagrania |
| --- | ---------- | ------------------- | --------------------------------- | ----------------------- | ------- | ------ | -------------------- |
| 1   | Niemcy     | Susan               | „Stronger with You”               | niemiecki, angielski    | 12      | 66     | Hamburg              |
| 2   | Kazachstan | Karakat Baszanowa   | „Forever”                         | kazachski, angielski    | 2       | 152    | Ałmaty               |
| 3   | Holandia   | Unity               | „Best Friends”                    | niderlandzki, angielski | 4       | 132    | Hilversum            |
| 4   | Serbia     | Petar Aničić        | „Heartbeat”                       | serbski, angielski      | 11      | 85     | Warszawa             |
| 5   | Białoruś   | Arina Pechterewa    | „Aliens”                          | rosyjski, angielski     | 5       | 130    | Mińsk                |
| 6   | Polska     | Ala Tracz           | „I’ll Be Standing”                | polski, angielski       | 9       | 90     | Warszawa             |
| 7   | Gruzja     | Sandra Gadelia      | „You Are Not Alone”               | gruziński, angielski    | 6       | 111    | Tbilisi              |
| 8   | Malta      | Chanel Monseigneur  | „Chasing Sunsets”                 | angielski               | 8       | 100    | Warszawa             |
| 9   | Rosja      | Sofia Feskowa       | „My New Day”                      | rosyjski, angielski     | 10      | 88     | Moskwa               |
| 10  | Hiszpania  | Soleá               | „Palante”                         | hiszpański              | 3       | 133    | Madryt               |
| 11  | Ukraina    | Ołeksandr Bałabanow | „Widkrywaj (Open Up)” (Відкривай) | ukraiński, angielski    | 7       | 106    | Warszawa             |
| 12  | Francja    | Valentina           | „J’imagine”                       | francuski               | 1       | 200    | Paryż                |

## Wyniki
| Wyniki jurorów i internautów | Wyniki jurorów i internautów | Wyniki jurorów i internautów | Wyniki jurorów i internautów | Wyniki jurorów i internautów |
| Miejsce                      | Jurorzy                      | Punkty                       | Internauci                   | Punkty                       |
| ---------------------------- | ---------------------------- | ---------------------------- | ---------------------------- | ---------------------------- |
| 1                            | Francja                      | 88                           | Francja                      | 112                          |
| 2                            | Kazachstan                   | 83                           | Hiszpania                    | 73                           |
| 3                            | Białoruś                     | 73                           | Kazachstan                   | 69                           |
| 4                            | Gruzja                       | 69                           | Holandia                     | 64                           |
| 5                            | Holandia                     | 68                           | Białoruś                     | 57                           |
| 6                            | Hiszpania                    | 60                           | Ukraina                      | 54                           |
| 7                            | Ukraina                      | 52                           | Serbia                       | 50                           |
| 8                            | Malta                        | 51                           | Malta                        | 49                           |
| 9                            | Polska                       | 46                           | Polska                       | 44                           |
| 10                           | Rosja                        | 44                           | Rosja                        | 44                           |
| 11                           | Serbia                       | 35                           | Gruzja                       | 42                           |
| 12                           | Niemcy                       | 27                           | Niemcy                       | 39                           |

### Głosowanie
| Uczestnicy | Suma punktów | Punkty od telewidzów | Punkty od jury | Punkty od jury | Punkty od jury | Punkty od jury | Punkty od jury | Punkty od jury | Punkty od jury | Punkty od jury | Punkty od jury | Punkty od jury | Punkty od jury | Punkty od jury | Punkty od jury | Punkty od jury | Punkty od jury | Punkty od jury | Punkty od jury | Punkty od jury | Punkty od jury |
| Uczestnicy | Suma punktów | Punkty od telewidzów | Niemcy         | Kazachstan     | Holandia       | Serbia         | Białoruś       | Polska         | Gruzja         | Malta          | Rosja          | Hiszpania      | Ukraina        | Francja        |                |                |                |                |                |                |                |
| Niemcy     | 66           | 39                   |                | 5              |                | 2              | 3              | 2              | 2              | 5              |                |                | 2              | 6              |                |                |                |                |                |                |                |
| Kazachstan | 152          | 69                   | 3              |                | 8              | 10             | 10             | 3              | 12             | 10             | 12             | 4              | 7              | 4              |                |                |                |                |                |                |                |
| Holandia   | 132          | 64                   | 12             | 7              |                | 4              | 5              | 8              | 6              | 6              | 2              | 10             | 5              | 3              |                |                |                |                |                |                |                |
| Serbia     | 85           | 50                   |                | 3              | 4              |                | 4              |                | 5              | 2              | 3              | 1              | 1              | 12             |                |                |                |                |                |                |                |
| Białoruś   | 130          | 57                   | 7              | 12             | 1              | 12             |                | 12             | 3              | 7              | 6              | 5              | 6              | 2              |                |                |                |                |                |                |                |
| Polska     | 90           | 44                   | 2              | 6              | 5              | 8              | 2              |                | 8              | 8              | 4              | 2              |                | 1              |                |                |                |                |                |                |                |
| Gruzja     | 111          | 42                   | 5              | 10             | 6              | 5              | 1              | 5              |                | 1              | 7              | 12             | 12             | 5              |                |                |                |                |                |                |                |
| Malta      | 100          | 49                   | 1              |                | 7              | 1              | 6              | 6              | 10             |                | 1              | 7              | 4              | 8              |                |                |                |                |                |                |                |
| Rosja      | 88           | 44                   | 6              | 4              | 3              |                | 8              | 4              |                | 3              |                | 3              | 3              | 10             |                |                |                |                |                |                |                |
| Hiszpania  | 133          | 73                   | 10             | 2              | 10             | 6              | 7              | 7              | 1              | 4              | 5              |                | 8              |                |                |                |                |                |                |                |                |
| Ukraina    | 106          | 54                   | 4              | 1              | 2              | 3              |                | 10             | 7              |                | 10             | 8              |                | 7              |                |                |                |                |                |                |                |
| Francja    | 200          | 112                  | 8              | 8              | 12             | 7              | 12             | 1              | 4              | 12             | 8              | 6              | 10             |                |                |                |                |                |                |                |                |

### Głosowanie online
Podczas finału konkursu ogłoszono, że przez cały okres otwartego głosowania online oddano ponad 4,5 miliona głosów ważnych.
| Wyniki głosowania online | Wyniki głosowania online | Wyniki głosowania online |
| Państwo                  | Głosy                    | Punkty                   |
| ------------------------ | ------------------------ | ------------------------ |
| Francja                  | 724 tys.                 | 112                      |
| Hiszpania                | 472 tys.                 | 73                       |
| Kazachstan               | 446 tys.                 | 69                       |
| Holandia                 | 414 tys.                 | 64                       |
| Białoruś                 | 369 tys.                 | 57                       |
| Ukraina                  | 349 tys.                 | 54                       |
| Serbia                   | 323 tys.                 | 50                       |
| Malta                    | 317 tys.                 | 49                       |
| Polska                   | 285 tys.                 | 44                       |
| Rosja                    | 285 tys.                 | 44                       |
| Gruzja                   | 272 tys.                 | 42                       |
| Niemcy                   | 252 tys.                 | 39                       |
| Razem                    | Razem                    | 697                      |

## Pozostałe kraje
Aby kraj kwalifikował się do potencjalnego udziału w Konkursie Piosenki Eurowizji Junior, musi być aktywnym członkiem Europejskiej Unii Nadawców. Nie wiadomo, czy Europejska Unia Nadawców wysyła zaproszenia do udziału wszystkim pięćdziesięciu sześciu aktywnym członkom, tak jak ma to miejsce w kwestii Konkursu Piosenki Eurowizji.

### Aktywni członkowie EBU
- Albania – kraj nie został uwzględniony na oficjalnej liście państw uczestniczących[6], a także do momentu ogłoszenia listy albański nadawca Radio Televizioni Shqiptar (RTSH) nie ujawnił powodu decyzji o wycofaniu. 17 września 2020 roku szef albańskiej delegacji Kleart Duraj ujawnił, że powodem rezygnacji była sytuacja związana z pandemią wirusa SARS-CoV-2, jednak zaznaczył, że kraj powróci do udziału gdy sytuacja pandemiczna się opanuje[42].
- Armenia – na początku państwo znajdowało się na liście krajów uczestniczących, zgodnie z ogłoszeniem EBU opublikowanym 8 września 2020 roku[6]. Mimo tego 5 listopada Armenia wycofała się z konkursu, tłumacząc się stanem wojennym, który został wprowadzony w kraju w wyniku trwającego konfliktu w Górskim Karabachu[43], sytuacją epidemiologiczną w kraju oraz problemami finansowymi nadawcy[44]. W serwisie społecznościowym Instagram szef delegacji Armenii David Tserunyan ujawnił, że wcześniej Maléna Fox została wybrana wewnętrznie na reprezentantkę Armenii z piosenką „Why”[45].
- Bułgaria – 9 grudnia 2019 roku na oficjalnym koncie na Twitterze dotyczącym kraju w konkursie Eurowizji podczas odpowiadania na pytania fanów potwierdzono, że aktualnie nie ma planów na powrót do konkursu w 2020 roku, a bardziej stacja skupia się na udziale w Konkursie Piosenki Eurowizji kolejno w 2020 i 2021 roku[46]. Stacja BNT wyraziła jednak zainteresowanie powrotem do konkursu w 2021 roku, jeżeli uda się im znaleźć odpowiedniego sponsora[47].
- Dania – 11 listopada 2019 roku duńska sieć TV2 ogłosiła, że nie będzie uczestniczyć w żadnym z festiwali Europejskiej Unii Nadawców, a nadawca publiczny DR ogłosił, że także nie planuje brać udziału w konkursie, ponieważ uznaje, że dzieci udają dorosłych na scenie zamiast być dziećmi, co nie zgadza się z ich opinią. Z tego powodu Dania nie może powrócić w 2020 roku, gdyż wszyscy nadawcy z tego państwa należący do EBU nie są zainteresowani udziałem w konkursie[48].
- Grecja – 15 czerwca 2020 roku grecki nadawca Ellinikí Radiofonía Tileórasi (ERT) poinformował, że do tej pory nie podjęto żadnej decyzji co do udziału, lecz po raz pierwszy od 2009 roku nadawca rozważa powrót do konkursu[49]. 27 czerwca 2020 roku ERT potwierdziło, iż nie powróci na tegoroczny konkurs głównie z powodu niestabilnej sytuacji spowodowanej pandemią. Przy tym nadawca potwierdził również, iż powrót będzie rozważany w następnym roku[50][51].
- Irlandia – Pomimo wcześniejszego potwierdzenia udziału, w sierpniu 2020 irlandzki nadawca TG4 potwierdził, że nie weźmie udziału w 2020 ze względu na pandemię wirusa SARS-CoV-2[52]. We wrześniu 2020 przedstawiciele nadawcy potwierdzili, że powodem rezygnacji były także problemy z celem produkcji i organizacją selekcji, a decyzja z lipca pozostaje ostateczna i kraj nie zamierza wykorzystać opcji dołączenia do stawki po czasie[53].
- Macedonia Północna – 27 lipca 2020 roku macedońska stacja MRT poinformowała, że podjęto decyzje o rezygnacji z udziału w konkursie ze względu na pandemię wirusa SARS-CoV-2[54].
- Szwecja – 15 stycznia 2020 roku kierownik dziecięcego kanału Sveriges Television (SVT), Safa Safiyari poinformował, że od 2014 roku powrót Szwecji jest rozpatrywany co dwa lata, jednak ponownie kraj nie powróci w tej edycji konkursu ponieważ w planie stacji nie ma na to miejsca[55], jednak powrót w przyszłości nie jest niemożliwy[56].
- Wielka Brytania – 7 sierpnia 2020 roku do wiadomości publicznej została podana informacja, że wbrew wcześniejszym spekulacjom[57] BBC nie zamierza brać udziału ani transmitować konkursu[58].
  -  Walia – 14 lipca 2020 roku nadawca S4C ogłosił, że ze względu na pandemię wirusa SARS-CoV-2 nie weźmie udziału w konkursie[59]. Jednocześnie stacja wyraziła nadzieję na powrót za rok[60].
- Włochy – nadawca Rai Gulp wcześniej stwierdził na swoim Instagramie, że Włochy wezmą udział w konkursie[61], jednak w lipcu 2020 przedstawiciele stacji stwierdzili, że jeszcze nie podjęli decyzji o udziale[62]. Mimo że kraj nie znalazł się na liście państw, które uczestniczą w edycji konkursu, to 29 września 2020 roku, po ogłoszeniu przez EBU opcji dołączenia do stawki po czasie nadawca przyznał, że wciąż nie podjął decyzji w tej sprawie, pozostawiając przy tym otwarte drzwi do udziału[63].

Poniższe kraje potwierdziły swój brak planów w kwestii powrotu do udziału w konkursie bez podania dokładniejszego powodu.
- Belgia – VRT[64], RTBF[65]
- Chorwacja – HRT[66][67]
- Cypr – CyBC[68]
- Czarnogóra – RTCG[69]
- Izrael – KAN[70]
- Łotwa – LTV[71][72]
- Mołdawia – TRM[73]
- Norwegia – NRK[74][75]
- Rumunia – TVR[76][77]
- San Marino – SMRTV[78][76]
- Słowenia – RTVSlo[76][79]
- Szwajcaria – SRG SSR[80][81]

Poniższe kraje potwierdziły swój brak planów na debiut w konkursie bez podania dokładniejszego powodu.
- Austria – ORF[82]
- Czechy – ČT[76]
- Estonia – ERR[83]
- Finlandia – YLE[84]
- Islandia – RÚV[85]
- Słowacja – RTVS[86]
- Szkocja – BBC Alba[87][88][89]
- Turcja – TRT[90]

### Stowarzyszeni członkowie Europejskiej Unii Nadawców
- Australia – 15 lipca 2020 roku nadawca ABC ogłosił, iż ze względu na pandemię wirusa SARS-CoV-2 nie weźmie udziału w konkursie[91], jednocześnie wiążąc nadzieję na powrót do udziału w przyszłym roku[92]. Mimo spekulacji, iż kraj może zmienić zdanie dzięki pozwoleniu EBU na potwierdzenie swojego udziału po czasie, stacja SBS skomentowała, że nie ma planów na udział i transmisje konkursu, nawet jeśli odbędzie się online[93].

## Sekretarze, nadawcy publiczni i komentatorzy

### Sekretarze
- Białoruś – Ksenia Galecka (sekretarz Australii w konkursie w 2018)[94]
- Francja – Nathan Laface
- Gruzja – Marita Khwedelidze[95]
- Hiszpania – Melani García (reprezentantka Hiszpanii w konkursie w 2019)[96]
- Holandia – Robin de Haas[97]
- Kazachstan – Sanija Żolżaksynowa[98]
- Malta – Leah Misfud[99]
- Niemcy – Olivia
- Polska – Marianna Józefina Piątkowska (sekretarz Polski w konkursie w 2019)[100]
- Rosja – Mikella Abramowa i Chrusza[101]
- Serbia – Darija Vračević (reprezentantka Serbii w konkursie w 2019)[102]
- Ukraina – Sofia Ivanko (reprezentantka Ukrainy w konkursie w 2019)[103]

### Komentatorzy
Poniższy spis uwzględnia nazwiska komentatorów poszczególnych nadawców publicznych transmitujących widowisko.

#### Kraje uczestniczące w konkursie
- Białoruś – Pavel Lazovik (Biełaruś-1, Biełaruś-24)[104][94]
- Francja – Stéphane Bern i Carla (France 2)[105]
- Gruzja – Helen Kalandadze (1TV)[106]
- Hiszpania – Tony Aguilar, Eva Mora i Víctor Escudero (La 1, TVE Internacional)[107][108]
- Holandia – Jan Smit (NPO Zapp)[109]
- Kazachstan – Kaldybek Zhaisanbai i Mahabbat Esen (Khabar TV)[110]
- Malta – b.d (TVM)[111]
- Niemcy – Bürger Lars Dietrich (Kika)[112]
- Polska – Artur Orzech (TVP1, TVP ABC, TVP Polonia)[113][114]
- Rosja – Anton Zorkin (Karusel)[111]
- Serbia – Tijana Lukić (RTS2)[115]
- Ukraina – Timur Mirosznyczenko (UA:Perszyj, UA:Kultura, wszystkie 24 kanały regionalne UA:PBC)[116]

#### Kraje nieuczestniczące w konkursie
- Andora – Tony Aguilar, Eva Mora i Víctor Escudero (La 1), Stéphane Bern i Carla (France 2)[117]
- Litwa – Artur Orzech (TVP Wilno)[118][119][120]
- Macedonia Północna – Eli Tanaskowska (MRT)[121]
- Nowa Zelandia – Ewan Spence i Ellie Chalkley (World FM)[122]
- Wielka Brytania – Ewan Spence i Ellie Chalkley (World FM)[122]

## Oglądalność
Poniżej przedstawiono średnią oglądalność konkursu w krajach uczestniczących oraz zmianę w oglądalności w stosunku do ostatniego konkursu emitowanego przez narodowego nadawcę.
- Francja – 1,210 mln  [123]
- Hiszpania – 1,082 mln  [124]
- Holandia – 319 tys.  [125]
- Niemcy – 370 tys. –[126]
- Polska – 6 mln  [127]
- Rosja – 424 tys.  [128]
- Ukraina – 1,113 mln –[129]